# 蒙弗卢尔
蒙弗卢尔（法語：Montflours，法語發音：[mɔ̃fluʁ]）是法国马耶讷省的一个市镇，位于该省中部，马耶讷河左岸，属于拉瓦勒区。

## 地理
蒙弗卢尔（48°10'16"N, 0°44'0"W）面积7.93 平方千米，位于法国卢瓦尔河地区大区马耶讷省，该省份为法国西北部内陆省份，北起芒什省和奧恩省，西接伊勒-维莱讷省，南至曼恩-卢瓦尔省，东临萨尔特省。
与蒙弗卢尔接壤的市镇（或旧市镇、城区）包括：昂杜耶、萨塞、马耶讷河畔圣让。
蒙弗卢尔的时区为UTC+01:00、UTC+02:00（夏令时）。

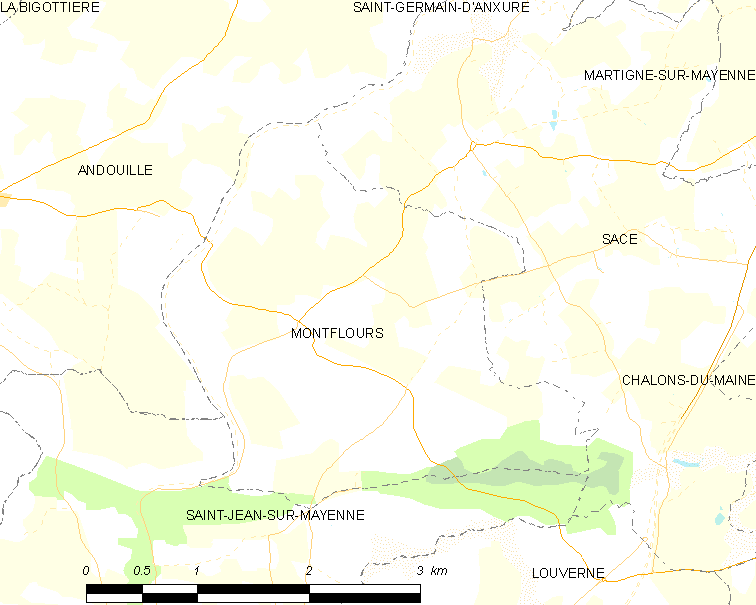
蒙弗卢尔的OSM定位图

## 行政
蒙弗卢尔的邮政编码为53240，INSEE市镇编码为53156。

## 政治
蒙弗卢尔所属的省级选区为邦尚莱拉瓦勒县。

## 交通
马耶讷省省道D101线和D250线在境内交汇。

## 人口

1962-2008年间蒙弗卢尔人口变化图示

蒙弗卢尔于2022年1月1日时的人口数量为250人。